# Splatalot!
Splatalot! es una serie canadiense de temática medieval presentada por Jason Agnew y Matt Chin, es un spinoff de WipeOut dirigido a niños. La serie tuvo su debut en Canadá el 14 de marzo de 2011 en el canal YTV. 
Splatalot! es producido en Toronto por Marblemedia, encargado como una coproducción internacional de Canadá YTV. Cuenta con una gran, carrera de obstáculos extrema compuesta por tres rondas: El foso de los peligros, La mazmorra interminable y La batalla del castillo. Cada episodio cuenta con un grupo diferente de concursante adolescentes compitiendo contra no solo los obstáculos y el reloj, sino también a los malotes (defenders en inglés). Los malotes son un escuadrón internacional de seis gladiadores medievales, que tienen la tarea de proteger el castillo de los concursantes. El concursante que gane será coronado rey o reina de Splatalot.
Las emisiones de la serie en Australia y Reino Unido de la serie utilizan el mismo material filmado como la serie original de Canadá, pero con sus propios presentadores locales proporcionar comentarios. El espectáculo se estrenó en el Reino Unido en CBBC el 13 de junio de 2011, presentado por Richard McCourt y Dominic Wood (más conocido como Dick y Dom). El espectáculo se estrenó en Australia en ABC3 el 5 de noviembre de 2011, organizada por Kayne Tremills y Scott Tweedie. La serie fue producida en Australia ABC3 y británicos CBBC. Además, la serie tuvo su propia versión en los Países Bajos, la cual fue estrenada en 2012.

## Los atacantes
Los concursantes fueron escogidos de escuelas y clubes deportivos de todo Canadá y se componen de niños entre 12 años y 15 años. Los participantes cambian en cada episodio. En la primera temporada, cada episodio cuenta con un grupo de 12 concursantes diferentes. Ese número fue reducido al año siguiente a solamente 10. En algunos episodios especiales de la temporada 2, los concursantes se encontraban organizados en 5 grupos de 2 miembros cada uno.

## Los malotes
Splatalot! cuenta con un elenco recurrente de malotes, que consta de múltiples jóvenes carismáticos. Cada episodio cuenta con 6 defensores y cada ronda cuenta con 3. En la batalla del castillo, aparecen los 6, lo que garantiza que el público nunca ve la misma alineación dos veces. Cada malote tiene su propia personalidad única, arma, color, traje y firma así como su truco (similar al de un supervillano) y trabajan juntos para incitar a la risa y lo más importante, impedir que los concursantes hasta que uno de ellos demuestra que él o ella es digno de la corona de Splatalot!.
A lo largo de las dos temporadas han aparecido un total de 12 malotes; 9 en la primera y 6 en la segunda. Los malotes presentes a lo largo de toda la serie son:
- Thorne (interpretado por Elliot Francis) - Un guerrero inglés. Se proclama el chico malo del grupo. El malote que está en un mal estado de ánimo permanente, rumiando y refunfuñando dondequiera que valla. Con su maniático mohawk y su rayado azul cara, Thorne rara vez encuentra la alegría en nada, pero deteniene los concursantes de reclamar la corona. Su arma preferida es una maza con pinchos

- Kookaburra (interpretado por James Elmer) - Un hombre pájaro loco y bromista, a menudo es llamado 'Kooka' . Su arma preferida es un tirachinas, y él es probablemente el defensor con más éxito en todo el espectáculo, a pesar de que puede actuar torpe y tonto a veces, por ejemplo, se utiliza cantos de animadoras en el "Especial Padres & Hijos ".Él se revela a tener un enamorado de Shaiden, se llamó una vez un monstruo de pelo verde, y se sabe que engaña a los concursantes, por ejemplo, pretender que el cañón no está funcionando en la Ronda 3, con el concursante queriendo aprovechar la "oportunidad". Sin embargo, cuando se van, que se revela como la falsificación; presiona el botón y hace que el atacante caiga.

- Alan "Skabb" Adora (Tonelli en Inglés) (interpretado por Wendo Mhogolo) - Un bárbaro australiano cuyo verdadero nombre extremadamente violento se revela como Alan "Skabb" Tonelli. Él es el más peligroso y agresivo de los defensores y es conocido por ser el matón del castillo. A pesar de que es brutal en su defensa, él es conocido en ocasiones tener un lado suave que se revela en una serie de episodios. Su arma preferida es un club, pero es peligroso con cualquier arma. También tiende a asustar a los atacantes y los defensores sin falta.

Algunos otros malotes presentes en algunas temporadas son:

### Temporada 1
- Gildar (interpretado por RJ Skinner)
- Ballista (interpretado por Samantha Brown)
- Tinkor (interpretado por Matt Burns)
- Shaiden (interpretado por Grace Francis)
- Knightriss (interpretado por Gloria Onitri)
- Crocness (interpretado por Chenoa Deemal)

### Temporada 2
- Madeva (interpretado por Alexia Khadime)
- Vane (interpretado por Eric Johnston)
- Faetal (interpretado por Nicole Power)

## Rondas en Splatalot

### Ronda 1: Foso de los peligros
En esta ronda los concursantes son lanzados con el catapultón al foso o cruzan el agua saltando el combo de los barriles traicioneros y las bolas pinchonas. Tras esto, deberán subir la cuesta deslizante, pasar el rodillator (una versión con pinchos y cuchillas, y otra solo con cuchillas), después bajar el tobogan con sorpresa, pasar las dos hachas XXL, cruzar el puente de los desastres,y por último, la pértiga del dolor, aunque en algunos episodios es sustituida por la lanzadera del dolor. Pasan de ronda los 6 concursantes más rápidos. 
Esta prueba permaneció casi inalterada entre ambas temporadas. En la temporada 1, existían tres variantes del primer obstáculo: los barriles traicioneros, las bolas pinchonas/traicioneras y el camino encharcado. El rodillator contaba con una variante de pinchos y otra con clavijas. El puente de los desastres fue completamente remodelado, ya que el original consistía en un puente de cuerda que además, en algunos episodios, contaba con múltiples impedimentos para cruzarlo (troncos, escudos...). Por último, junto a la pértiga y la lanzadera del dolor, se encontraba la mega cama elástica, una variante del obstáculo final que fue descartada en la segunda temporada.

### Ronda 2: La mazmorra interminable
Los seis concursantes comienzan atrapados en unos cepos dentro del calabozo apestoso, deberán liberarse y salir de la celda. Una vez fuera, se enfrentarán a la pasarela del terror, tras la cualse encuentra una larga escalera, la escalinata infernal. En lo alto hay cuatro banderas. Los concursantes que consigan hacerse con una pasan de fase. Los malotes se encargan de hacer las escaleras muy resbaladiza gracias a la granadas de pringue, pelotazos y a un cañón de espuma y agua. Asimismo, el malote en la parte superior de la escalera utiliza la plaga púrpura (un carro lleno de bolas de color púrpura) y el bolitrón. También contarán con hachas gigantes y lanzas para empujar a los concursantes
En la primera temporada, la mazmorra interminable se llamaba el agujero de la perdición. En esta prueba, los concursantes se encontraban dentro de una arena cuadrada dividida en dos secciones por una ruleta central, en un lado había seis escaleras desarmadas y en el otro lado se encontraban los peldaños de las mismas, aunque no todos encajaban. Los concursantes debían pasar de un lado al otro para hacerse con los seis peldaños con los que construir su escalera, y una vez montada, coger una de cuatro banderas y subir la escalera para clasificarse. Durante la prueba, los malotes les lanzaría espuma, agua y todo tipo de munición pringosa desde lo alto de la prueba, el llamado ático de los malotes.  
Existieron dos grandes versiones de esta ronda, en la primera la ruleta central se encontraba empinada y contaba con un mástil doble en lo alto, así como había otras dos ruletas más pequeñas con mástiles situadas a los lados. Los concursante comienzan atados a la ruleta de la desgracia y deben cruzar de un lado a otro de la arena para construir su escalera. En la segunda versión, la ruleta central ahora es plana y ya no cuenta con mástiles, además de que las pequeñas han desaparecido. Los concursantes deben liberarse de sus ataduras y usar la ruleta central para saltar a unos pequeños hexágonos (hexapodos, también apodados mini ruletas) distribuidos en el agujero los cuales descansan sobre un muelle, volviéndolos inestables. Encima de cada hexápodo se encuentran los palotes para construir la escalera. En algunos episodios de esta variación, la ruleta de la desgracia no gira y tiene colocada por encima a los barriles traicioneros de la fase 1. La mecánica es igual, solo que los concursantes deben cruzar la ruleta tratando de mantener el equilibrio en los resbaladizos barriles

### Ronda 3: La batalla del castillo
En la tercera ronda, los cuatro finalistas tienen que atravesar una carrera de obstáculos, hasta llegar a lo alto del castillo donde la corona les espera. El recorrido se compone de: el pantano burbujeante con la madre de todas la barreras, las plataformas movedizas, el temido repartechufas donde tienene que esquivar el brazo armado. Más adelante deben saltar sobre las machacamazas, cruzar los cañones de palo y a través del rampa arriba-rampa abajo llegar al paredón, que escalarán para hacerse con la corona. En su camino estarán los 6 malotes de ambas rondas previas ocupando diversas posiciones, esgrimiendo diversas armas y dispositivos para impedir el progreso.
En la temporada 1, el concepto era idéntico, pero los obstáculos eran completamente diferenates.  Los concursantes inician en lo alto del ático de los malotes, donde terminó la prueba anterior. Al sonar el cuerno descenderan por una barra para caer sobre la laguna fétida, una piscina hinchable llena de espuma o de barro. Deberán mantener el equilibrio sobre las alfombras mágicas para pasar a las machacamazas, cuatro balancines en forma de maza. Tras estas, se encuentra la madre de todas la barreras. De ahí, los concursantes cruzaran una piscina saltando entre las boyas bamboleantes o los caramelos asesinos en función del episodio (también llamados fichas flotantes o caramelos del terror). Al final tendrán que subir la cascada del destino, en lo alto de la cual descansa la corona.

## Sitio Web
El programa contó con su propia página web, Splatalot.com o Splatalot.ytv.com. Esta disponía de juegos Flash y material detrás de las cármars, fotos exclusivas, clips, un editor de vídeo así como una visita virtual del castillo y biografías de los malotes y presentadores. 
La página abrió alrededor de marzo del 2011 y fue renovada con un nuevo aspecto para el estreno de la temporada 2 en noviembre del siguiente año. Permaneció abierta por 8 años, hasta que a mediados de 2019 acabó cerrando. La página está disponible para visualizar utilizando Wayback Machine. La versión de la temporada 1 está casi al completo, pero el script para la versión post-2012 del sitio web está completamente roto, y no se puede cargar.

### Juegos
Esta serie de juegos en línea emula el atletismo y la estrategia de un atacante tendría que ser victorioso en  Splatalot! '". En total, seis juegos en Flash autónomas se ofrecen que permiten a los usuarios jugar ya sea como atacante o un defensor. Los usuarios tienen la opción de combinar sus puntuaciones para construir su  Splatalot! '"Escudo de armas."

### Visita el Castillo
Cuenta con una maqueta del castillo con breves explicaciones y curiosidades de cada obstáculo así como un clip del programa para ver su contraparte en la vida real.

### Malotes
Los usuarios pueden disfrutar de un vídeo interaction en el que cada malote se presenta así mismo, así como menciona sus aficiones, gustos y otros detalles. Cada malote viene acompañado de su respectiva arma favorita. También se incluyen pequeñas hojas de texto que ofrecen una breve descripción de los malotes de la temporada 1.

### Highlight Shaker
Un creador de vídeo que permite a los usuarios crear los suyo propio a partir de la mezcla de múltiples clips del programa. Además, tienen la posibilidad de añadir música, efectos de sonidos, y diversas transiciones. Se iba actualizando semanalmente con nuevos clips. Los usuarios también pueden compartir sus creaciones con amigos.

## Episodios
| Temporada | Temporada | Episodios       | Canadá                 | Canadá                 | Estados Unidos      | Estados Unidos       | España              | España              |
| Temporada | Temporada | Episodios       | Comienzo               | Final                  | Comienzo            | Final                | Comienzo            | Final               |
| --------- | --------- | --------------- | ---------------------- | ---------------------- | ------------------- | -------------------- | ------------------- | ------------------- |
|           | 1         | 26              | 14 de marzo de 2011    | 8 de diciembre de 2011 | 16 de julio de 2012 | 8 de octubre de 2012 | 24 de junio de 2013 | 19 de julio de 2013 |
|           | 2         | 26 + 1 especial | 3 de noviembre de 2012 | 29 de agosto de 2013   | No emitida          | No emitida           | 23 de junio de 2014 | 28 de julio de 2014 |

## Difusión internacional
Las ventas internacionales de Splatalot! serán supervisadas por Marblemedia propia división de distribución de la casa, Distribution 360. El show se emitió por medio de Nickelodeon en los Estados Unidos el 16 de julio de 2012. La versión emitida fue la original canadiense (versión en inglés). Jason Agnew anunció en diciembre de 2013 que la temporada 2 no tendría emisión en los Estados Unidos. En España la transmisión se llevó a cabo en Disney Channel así como en su canal hermano, Disney XD. La primera temporada se emitió en verano de 2013 y la segunda llegó un año después. El programa se siguió emitiendo de forma esporádica los años siguientes, especialmente en verano y fines de semana. Su última emisión en España fue el 1 de abril de 2016.
En el mes de julio de 2012 se anunció que el show ha sido emitido en más de 100 países alrededor del mundo.

### Otras versiones
Reino Unido, Australia, Canadá (versión en francés) y Países Bajos tendrán sus versiones de Splatalot!. Estas han sido producidas utilizando el mismo material del juego como en la versión original canadiense (versión en inglés), pero con la introducción de nuevos y comentario de presentadores locales filmados en pantalla azul.
- Reino Unido: Este versión fue estrenada el 13 de junio de 2011 por medio de CBBC Channel. Esta presentada por Richard McCourt y Dominic Wood.
- Australia: La versión australiana debutó el 5 de noviembre de 2011 por medio del canal ABC3. Esta versión fue organizada por Studio3 y tenía como presentadores a Kayne Tremills, Prank Patrol y Scott Tweedie.
- Canadá (versión en francés): La versión en francés estrenó en Télétoon el 5 de septiembre de 2011[1].
- Países Bajos: La versión holandesa estrenó el 2 de julio de 2012 por medio del canal NPO Zapp. Esta versión lleva por título Spetterslot que significa Castillo Splat y contaba con Ron Boszhard y Vivienne van den Assem como presentadores.

## Smashalot!
Tras la conclusión de la producción de la segunda temporada en 2012, el set abandona del programa en Amaranth, Ontario, atrajo la atención de los intrusos. Un video de YouTube del usuario Bright Sun Films explorando la ubicación obtuvo más de 600,000 espectadores antes de ser retirado un año después a pedido de Marblemedia. El set no se había desmantelado ya que los productores continuaron buscando una reactivación del programa. Debido a preocupaciones de seguridad, el alcalde del municipio había solicitado la presencia de seguridad las 24 horas.
A finales de 2017, Marblemedia confirmó que estaba desarrollando un set de reactivación orientado a la familia para comenzar a filmar en el verano de 2018. Sin embargo, esos planes se abandonaron y el set se demolió más tarde en enero de 2019. Marblemedia convirtió la demolición en una serie derivada de YouTube llamada Smashalot!. Presentando a ex concursantes y personalidades de YouTube (incluyendo a Bright Sun Films) destruyendo un segmento del castillo en cada episodio, el programa es presentado por Jason Agnew y Gildar.
Smashalot! cuenta con 12 episodios, los cuales estrenaron entre el 28 de febrero y 7 de marzo de 2019, por medio del canal de YouTube oficial de Marblemedia, el cual lleva por nombre marbleKids.
| # Ep. | Título                     | Fecha de estreno      |
| ----- | -------------------------- | --------------------- |
| 1     | Everyone's Favorite Viking | 28 de febrero de 2019 |
| 2     | It's Damp, Sure            |                       |
| 3     | Gildar with a J            |                       |
| 4     | You Big Baby               |                       |
| 5     | Same Old Same Old          |                       |
| 6     | Undead Smasher             |                       |
| 7     | Kingdom Kondos             | 7 de marzo de 2019    |
| 8     | We All Have Faults         |                       |
| 9     | Baby Troll Doll            |                       |
| 10    | Sisters of Eastwick        |                       |
| 11    | Raccoon Family Robinson    |                       |
| 12    | Wisp of Glory              |                       |